# The Baffler
The Baffler ist eine seit 1988 in den USA erscheinende Zeitschrift für Kulturkritik und für Kritik an Politik und Wirtschaft.

## Geschichte
The Baffler erschien zuerst 1988 und wurde von Thomas Frank und Keith White redaktionell betreut. Herausgeber war Greg Lane. Der Titel der unregelmäßig erscheinenden Zeitschrift Der Verwirrer oder auch Der Verblüffer zeigt bereits, dass die Inhalte des Bafflers nicht im Mainstream der offiziellen US-amerikanischen Meinungen mitschwimmt, sondern in satirischer Form andere Meinungen veröffentlichen will. Die Kritik der Zeitschrift bezog sich zum Beispiel auf die Geschäftskultur und das Geschäft mit der Kultur.
The Baffler erlaubte sich als Scherz die Veröffentlichung eines Lexicon of Grunge. Das Thema der angeblichen Sprache der Subkultur im Seattle der beginnenden 1990er Jahre wurde von der New York Times aufgenommen und als zukünftige Sprache der Jugend in den Schulen und Einkaufszentren vorgestellt. The Baffler ging später mit diesem erfundenen Schabernack an die US-amerikanische Öffentlichkeit. Der Musiker Steve Albini enthüllte in einem Artikel mit dem Titel The Problem with Music die internen Machenschaften im Musikgeschäft während der Hochzeit des Indie-Rock.
Nach 17 Ausgaben wurde The Baffler 2006 eingestellt. Die Zeitschrift mit Sitz in Chicago, Illinois, die nur über Buchhandlungen vertrieben wurde, hatte zu ihren besten Zeiten eine Auflage von 12.000 Exemplaren.

## Neubeginn
2010 erfolgte die erneute Auflage des The Baffler durch den früheren Redakteur und inzwischen Autor Thomas Frank. Die Zeitschrift war bis Oktober 2014 ein Teil von MIT Press. Diese Verbindung bedeutete auch unter dem 2011 neu beginnenden Herausgeber John Summers nicht, dass das Massachusetts Institute of Technology (MIT) von der Kritik durch die Autoren der Zeitschrift ausgeschlossen wurde. Seither wird The Baffler unabhängig publiziert.
Zu den bekannteren Autoren des Baffler zählen heute Personen, die nicht zu den Vertretern der US-amerikanischen mächtigen Meinungsmachern gehören, sondern Personen, die die Macht in Amerika und die Macht der USA in der Welt kritisieren. So schrieben und schreiben unter anderen Thomas Frank, der Anarchist David Graeber, Susan Faludi und Evgeny Morozov.